# Kaberi Gayen
Kaberi Gayen (auch Kaberi Gain; geb. 1. Januar 1970 in Barisal, Pakistan) ist eine bangladeschische Wissenschaftlerin, Autorin und Sozialaktivistin, bekannt für ihre klaren Ansichten zur Unterdrückung von Minderheiten und zur Geschlechterungleichheit in Bangladesch.
Sie ist Professorin in der Fakultät für Massenkommunikation und Journalismus an der University of Dhaka sowie Gastdozentin an der Edinburgh Napier University im Vereinigten Königreich.

## Ausbildung
Gayen stammt aus einer bengalischen Kayastha-Familie aus Khulna in Bangladesch. Sie ging auf das Barisal Government Women's College. 1989 erhielt sie in Dhaka einen Ehrenabschluss in Massenkommunikation und Journalismus der University of Dhaka, für den sie die Dil Noshin Khanam Goldmedaille erhielt. Sie schloss 1990 ihren Master an derselben Universität ab. 2004 ging sie nach Edinburgh und machte ihren Ph.D. an der Edinburgh Napier University in 2004. Der Titel ihrer Thesis lautete Modelling the Influence of Communications on Fertility Behaviour of Women in Rural Bangladesh.

## Karriere
Gayen ist ordentliche Professorin an der Fakultät für Massenkommunikation und Journalismus an der Universität von Dhaka. Sie ist Gastdozentin an der Edinburgh Napier University, Mitglied des International Network for Social Network Analysis und der Asiatic Society of Bangladesh. Gayen ist Kolumnistin für verschiedene nationale Zeitungen, darunter die bangladeschischen englischsprachigen Zeitungen The Daily Star und Prothom Alo. Sie erhielt 2004 von der Europäischen Union ein Stipendium, um am „Social Network of Older Workers“ zu arbeiten. 2011 erhielt sie das prestigeträchtige Stipendium der Royal Society of Edinburgh und wurde anschließend eingeladen, ihre Vorlesungen an der Dundee University und der Edinburgh University zu halten.
Johannes Karl Mühl, ein deutscher Forscher von der Hochschule Furtwangen, bedankte sich bei ihr für die Hilfe bei seinem Buch Organizational Trust: Measurement, Impact, and the Role of Management Accountants.

## Sozialaktivismus
Gayen ist eine Menschenrechtsaktivistin, die sich für die Rechte der Hindu, christlichen und atheistischen Minderheiten, wie dem atheistischen Blogger Asif Mohiuddin, eingesetzt hat. Sie hat sich für Gerechtigkeit in der bangladeschischen Justiz eingesetzt und sprach sich gegen religiösen Extremismus und Unterdrückung durch die Regierung aus. Sie unterstützte das International Crimes Tribunal in Bangladesch. Sie protestierte gegen die Unterdrückung und Einsperrung von Aktivisten für Arbeiterrechte und sprach gegen Gender-Ungleichheit und sexuelle Übergriffe aus, die die bangladeschische Gesellschaft beherrschen.

## Militante Bedrohung
Sie ist eine von zehn Personen, die Todesdrohungen von den islamistischen Terroristen des Ansarullah Bangla Team erhielt. Auf der Liste stehen H. T. Imam – Berater des Premierministers von Bangladesch, der Vizekanzler der Dhaka University und das Parlamentsmitglied Muhammed Zafar Iqbal. Die militante Gruppe hat sich zur Ermordung des Bloggers Avijit Roy bekannt.

## Schriften
Bücher
- Modelling Influences of Communication A Study of the Fertility Behaviour of Women in Rural Bangladesh. 1.  Auflage. LAP Lambert Academic Publishing, Saarbrücken 2010, ISBN 978-3-8383-0470-0.
- Construction of Women in the War Films of Bangladesh (Muktizuddher Cholochchitre Naree Nirman). Bengal Publications Limited, Dhaka, Bangladesh 2013.
- Capabilities and Vulnerabilities of Women Garment Workers of Bangladesh. University Press Limited, Bangladesh 2015.

Konferenzartikel
- Kaberi Gayen, Robert Raeside: Kinship Networks and Contraception in Rural Bangladesh. In: Proceedings of XXV IUSSP International Population Conference 2005, Tours, France. 2005 (englisch, princeton.edu [PDF; 428 kB]).
- Robert Raeside, Kaberi Gayen: The Experiences of Older Workers Compared to Younger Workers: Connection to the Workplace. In: Proceedings of XXV IUSSP International Population Conference 2005, Tours, France. 2005 (englisch, princeton.edu [PDF; 289 kB]).